# Homosexuelle Interessengemeinschaft Berlin
Le Groupe d'Intérêt Homosexuel de Berlin (Homosexuelle Interessengemeinschaft Berlin), ou HIB, est l'une des toutes premières organisations LGBT est-allemandes, active entre 1973 et 1980 à Berlin-Est.

## Histoire

### Débuts
Si grâce aux efforts du sexologue et militant Rudolf Klimmer, l'homosexualité est légalement dépénalisée dès 1968 en République démocratique allemande, les lieux de rencontre, magazines et associations organisées par et pour les lesbiennes, gays, bi et trans sont systématiquement contrecarrées par le gouvernement et le parti SED. 
Alors que dès 1971, un groupe d'action homosexuelle est fondé à Berlin-Ouest, il faut attendre 1973 pour qu'un groupe similaire se constitue à Berlin-Est. À l'Est comme à l'Ouest, l'étincelle initiale du mouvement est le visionnage du film Ce n'est pas l'homosexuel qui est pervers, mais la société dans laquelle il vit, de Rosa von Praunheim, qui offre une visibilisation sans précédent de la condition homosexuelle en Allemagne.

### Organisation et actions politiques
Aux fondateurs du mouvement s'ajoutent très vite d'autres militantes et militants, à l'image de Michael Unger ou Ursula Sillge, et un noyau fixe parvient à se réunir de manière régulière, le plus souvent les jeudis et dimanches, dans les appartements des membres du groupe.
En mars 1975, les militants du HIB font leur première apparition publique à la bibliothèque municipale de Berlin-Mitte, à l'occasion d'une conférence hétéronormée sur la sexualité et le partenariat. Après s'être répartis dans toute la salle de conférence, ils interviennent à de nombreuses reprises en posant des questions et en ramenant sans cesse la discussion sur le thème de l'homosexualité.
Le groupe se développe ensuite en multipliant les excursions communes, les sorties au cinéma et au théâtre, mais aussi les fêtes, les débats ou les conférences. 

### Rencontres au Musée du Gründerzeit à Berlin-Mahlsdorf
À partir de 1974, Charlotte von Mahlsdorf, militante transgenre et fondatrice du Gründerzeit Museum de Berlin-Mahlsdorf, propose au HIB d'investir les sous-sols de son musée. Sur le modèle des rencontres de la Pentecôte organisées par l'Action Homosexuelle de Berlin-Ouest, le groupe organise en 1975 et 1976 des rencontres de plusieurs jours dans les jardins du musée, et y invite des participants venus de toute la RDA.
Charlotte von Mahlsdorf est cependant régulièrement mise sous pression par la police, les autorités locales et le parti unifié, et les réunions du HIB cessent à partir de 1978.

### Tentatives de reconnaissance étatique
En 1976, un nouveau code civil entre en vigueur en République démocratique allemande. Il offre sur le papier la possibilité de créer des « communautés de citoyens ». Le HIB y voit une alternative au statut d'association, jusqu'alors toujours refusé par les autorités. 
Un contrat de « communauté de citoyens - communauté d'intérêts homosexuels de Berlin (HIB) » est alors rédigé, mais sera très vite rejeté. En 1978, le groupe s'adresse en conséquence à la Chambre du peuple de la RDA avec une requête intitulée « Sozialistische Freizeitgestaltung einer Minderheit » (organisation socialiste des loisirs d'une minorité). Après plusieurs courriers, le HIB obtient en 1979 un entretien avec le directeur adjoint du département des requêtes, qui rejète à nouveau sa demande. 
Les démarches parallèles auprès de l'association culturelle de la RDA, du ministère de la santé publique de la RDA et du département de la culture de la mairie de Berlin pour la création d'un centre communautaire sont toutes infructueuses, ce qui mène le groupe à cesser ses activités à partir de 1980.

### Succession
En 1986, après des années d'activités émancipatrices isolées au sein d'associations lâches et changeantes, l'ex militante lesbienne du HIB, Ursula Sillge parvient à développer un évènement communautaire nommé « Sonntags im Club », qui donne très vite naissance au Sonntags-Club. Ce mouvement se considère alors comme le successeur du HIB, et est enregistré en tant qu'association en 1989, juste avant la Réunification.

### Liens web
- Die Ost-Berliner Schwulenbewegung und der Westen, Agence pour l'Education - Histoire, politique et médias